# Simon von der Borch
Simon von der Borch, mort le 22 octobre 1492, fut évêque de Reval de 1477 à 1492 et grand maître de l'ordre de Livonie.

## Biographie
Simon von der Borch descend d’une famille de la noblesse de Westphalie. Il est d’abord chanoine à la cathédrale Sainte-Marie de Hildesheim, puis suit Iwan Stoltevoel, et devient évêque de Reval (aujourd’hui Tallinn). Les fils de son frère Friedrich, Wilhelm et Ludolf obtiennent de leur oncle des domaines en Livonie. Ce sont d’eux que descend la branche livonienne de cette famille. Berndt von der Borch devient grand maître de l’ordre Livonien au sein de l’ordre Teutonique ; il est l’oncle de Simon von der Borch. Les deux hommes s’opposent à Silvester Stodewescher, archevêque de Livonie. Simon von der Borch lui succède en tant qu’évêque des terres livoniennes de l’ordre teutonique, mais le pape Sixte IV accorde son consentement à Stephan Grube, frère du grand maître de l’ordre Teutonique, avec l’appui du grand maître de Livonie, Martin Truchsess von Wetzhausen. Cependant l’empereur Frédéric III confirme le pouvoir temporel de l’archevêque.
Simon von der Borch fonde aussi le château fort de Borckholm, une des forteresses les plus importantes du Wierland.